# La Iglesia (Macenda)
La Iglesia (en gallego y oficialmente, A Igrexa) es una aldea española, actualmente despoblada, que forma parte de la parroquia de Macenda, del municipio de Boiro, en la provincia de La Coruña.